# Оранжева мухоморка
Оранжевата мухоморка (Amanita crocea) е вид ядлива базидиева гъба от семейство Мухоморкови (Amanitaceae).

## Описание
Шапката достига до 15 cm в диаметър, като в младо състояние има формата на звънче, а в напреднала възраст става по-широка, до плоска, с гърбичка в средата. На цвят е жълто-оранжева, избледняваща от центъра към периферията. Коживата ѝ е суха, леко лъскава. Пънчето е стройно, цилиндрично, постепенно разширяващо се надолу, като в основата си има дебело калъфче. Месото е тънко, бяло, под кожицата на шапката кремавожълто. Няма характерен вкус или мирис. Има средно вкусово качество и може да се консумира прясна – не е подходяща за консервиране.

## Местообитание
Среща се през юни – октомври поединично сред опадалите листа в широколистни гори (най-често дъбови).